# N-甲基-N-(4-溴苯基)氨基甲酸叔丁酯
N-甲基-N-(4-溴苯基)氨基甲酸叔丁酯是一种有机化合物，化学式为C12H16BrNO2。它可由N-甲基-4-溴苯胺和焦碳酸二叔丁酯在乙醇中反应制得。它和锌、四乙基碘化铵在催化下反应，可以得到N,N'-二甲基-N,N'-二叔丁氧羰基联苯-4,4'-二胺。